# Guin Batten
Guinevere Batten (conocida como Guin Batten; Cuckfield, 27 de septiembre de 1967) es una deportista británica que compitió en remo. Su hermana Miriam compitió en el mismo deporte.
Participó en dos Juegos Olímpicos de Verano, obteniendo una medalla de plata en Sídney 2000, en la prueba de cuatro scull, y el quinto lugar en Atlanta 1996 (scull individual). Además, obtuvo una medalla de oro en el Campeonato Mundial de Remo de Mar de 2010.

## Palmarés internacional
| Juegos Olímpicos | Juegos Olímpicos   | Juegos Olímpicos | Juegos Olímpicos |
| Año              | Lugar              | Medalla          | Prueba           |
| ---------------- | ------------------ | ---------------- | ---------------- |
| 2000             | Sídney (Australia) | Medalla de plata | Cuatro scull     |